# Polskie synopsy Ewangelii
Polskie synopsy Ewangelii zaczęły ukazywać się dopiero w XX wieku. Trzy synopsy powstały w Kościele rzymskokatolickim, jedna ma charakter świecki. Dwukrotnie na potrzeby synopsy powstało osobne tłumaczenie i dwa razy został wykorzystany przekład już istniejący.
Niektóre przekłady Nowego Testamentu korzystały też ze spisu perykop opracowanego synoptycznie, np. przekład Seweryna Kowalskiego (1956), przy czym zestawienie synoptyczne przygotował Zenon Ziółkowski.

## Synopsa ks. Eugeniusza Dąbrowskiego
Synopsa łacińsko-polska czterech ewangelii (Pallotinum, Poznań 1955) to pierwsze zestawienie nazwane synopsą w biblistyce polskiej. Jego autorem był ks. Eugeniusz Dąbrowski, który wykorzystał tekst Nowego Testamentu w swoim przekładzie. Była to synopsa dwujęzyczna: po jednej stronie (formatu A4) znajdował się przekład łaciński Wulgaty, po drugiej – przekład polski. Wydanie uzupełniono o wstęp z wyjaśnieniami na temat problemu synoptycznego oraz tekstu łacińskiego.
Jak twierdził Kazimierz Romaniuk, kolejność poszczególnych perykop budzi już obecnie – po wielu studiach z zakresu krytyki form – wiele zastrzeżeń.

## Synopsa bp. Kazimierza Romaniuka
Synopsa polska czterech ewangelii (Wydawnictwo Wrocławskiej Księgarni Archidiecezjalnej, Wrocław 1985) to poręczne zestawienie opracowane przez biskupa Kazimierza Romaniuka. Synopsa ma być zdaniem autora przydatna w pracach kaznodziejsko-katechetycznych. Bp Romaniuk wykorzystał swoje tłumaczenie Nowego Testamentu (wydanie III, Poznań 1984), które później stało się podstawą Biblii warszawsko-praskiej.

## Synopsa Michała Wojciechowskiego
Synopsa czterech Ewangelii w nowym przekładzie polskim (Vocatio, Warszawa 1997) została przygotowana przez świeckiego teologa, prof. dr. hab. Michała Wojciechowskiego. Książka zawiera 367 tablic z odnośnikami, zgrupowanych w 18 częściach odpowiadających etapom życia Jezusa i głównym sekcjom Ewangelii. Ogólny schemat zainspirowany grecką synopsą Kurta Alanda, z modyfikacjami niezbędnymi z punktu widzenia polskiego biblisty. Według autora nowy przekład jest bardziej dosłowny niż inne współczesne, co lepiej zachowuje siłę i piękno oryginału.

## Synopsy Krzysztofa Sykty
Zestawienie synoptyczne Ewangelii Łukasza, Marka oraz Mateusza w nowym przekładzie świeckim powstało w 1997, w latach 2002-2009 kolejne wersje publikował portal Racjonalista.pl. Jego autorem jest Krzysztof Sykta, niezależny biblista, były redaktor działu biblijnego portalu Racjonalista.pl. W przeciwieństwie do innych synops, ta nie zawiera miejsc paralelnych z Ewangelii Jana. Posiada za to dokładne wskazanie źródeł poszczególnych perykop (np. Quelle). Początkowo podstawą dla synopsy był tekst Biblii warszawskiej; następnie – opierając się na tekstach greckich – autor tworzył przekład własny, który był na bieżąco poprawiany.
Zob. Synopsa Krzysztofa Sykty
Synopsa polsko-grecka w nowym przekładzie świeckim (2013 r.) stanowi rozwiniętą wersję poprzedniej synopsy, w całkowicie nowym przekładzie, wprowadzającym własne rozwiązania translatorskie (np. Kefar Nahum, Johan Chrzciciel, Nazara etc). W odróżnieniu od wcześniejszego zestawienia synoptycznego, jak również ogólnie dostępnych synops, opracowanie to kładzie nacisk na szczegółową analizę tekstu, w tym w wersji oryginalnej. Każda tablica w jęz. polskim skorelowana jest (na poziomie pojedynczych wyrażeń) z odpowiadającym jej zestawieniem w starożytnej grece (koine), co pozwala traktować ją jako połączenie synopsy z przekładem interlinearnym. Jak twierdzi autor, synopsa ta wyróżnia się takimi aspektami jak:
- nowy, świecki przekład bez cenzury, zmian i wypaczeń występujących w najpopularniejszych polskich przekładach, wprowadzający nowe słownictwo, obejmujący latynizmy, semityzmy etc.;
- ujęcie synoptyczne zarówno tekstu w języku polskim, jak i w języku greckim (koine);
- analiza wewnętrzna (tekstu polskiego i koine) pod względem zależności wewnętrznych, słownictwa
- analiza wewnętrzna źródeł (tzw. tradycja potrójna, Quelle, L i inne);
- analiza synoptyczna na poziomie pojedynczych zdań, zwrotów i wyrazów, a nie tylko całych form (segmentów tekstu)[4].

Zob. Synopsa polsko-grecka Krzysztofa Sykty